# South Kingstown (Rhode Island)
Pour les articles homonymes, voir Kingstown (homonymie).
South Kingstown est une ville américaine située dans le comté de Washington, dans l’État de Rhode Island. Lors du recensement de 2010, sa population s’élevait à 30 639 habitants, ce qui en fait la ville la plus peuplée du comté (les comtés du Rhode Island n’ont pas de siège).

## Géographie

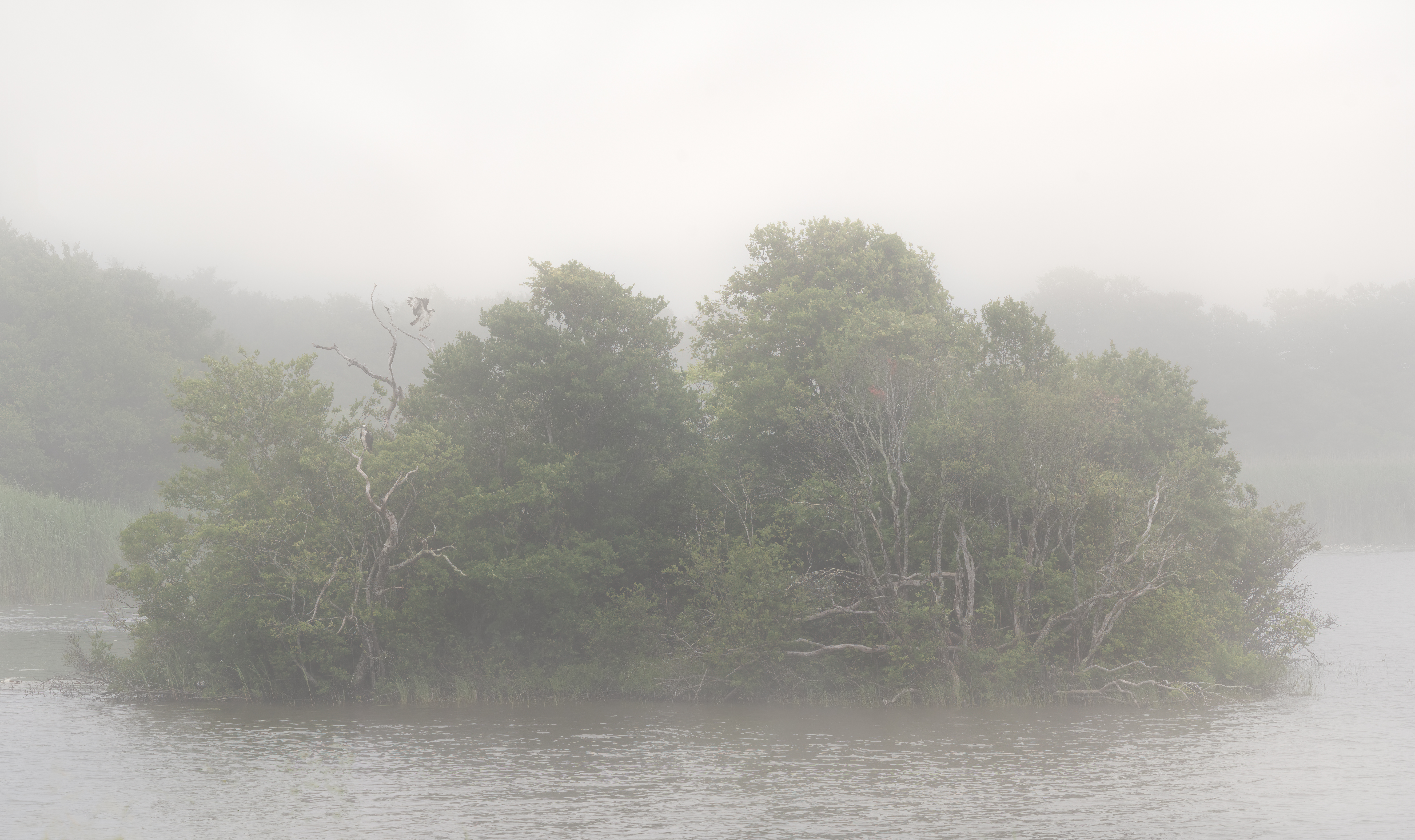
Un ilot dans le brouillard à Trustom Pond, South Kingstown. Juin 2021.

La municipalité de South Kingstown s'étend sur 79,76 milles carrés (206,58 km2), dont 56,45 milles carrés (146,2 km2) de terres.
South Kingstown comprend les villages de Kingston, West Kingston, Wakefield , Peace Dale, Usquepaug, Snug Harbor, Tuckertown, East Matunuck, Matunuck, Green Hill et Perryville.

## Démographie
| Groupe            | South Kingstown | Rhode Island | États-Unis |
| ----------------- | --------------- | ------------ | ---------- |
| Blancs            | 90,9            | 81,4         | 72,4       |
| Asiatiques        | 2,7             | 2,9          | 4,8        |
| Noirs             | 2,2             | 5,7          | 12,6       |
| Métis             | 2,2             | 3,3          | 2,9        |
| Amérindiens       | 1,2             | 0,6          | 0,9        |
| Autres            | 0,8             | 6,1          | 6,4        |
| Total             | 100,0           | 100,0        | 100,0      |
|                   |                 |              |            |
| Latino-Américains | 3,2             | 12,4         | 16,3       |

Selon l’American Community Survey, pour la période 2011-2015, 93,12 % de la population âgée de plus de 5 ans déclare parler anglais à la maison, alors que 2,39 % déclare parler l'espagnol, 0,78 % une langue chinoise, 0,63 % l'italien et 3,09 % une autre langue.